# Kraggewölbe

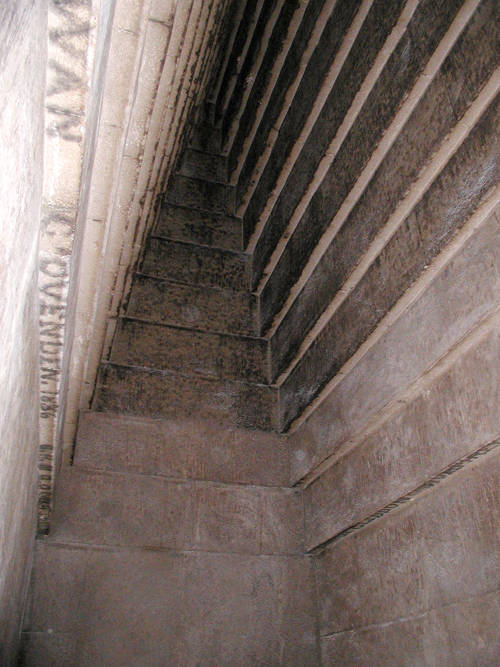
Kraggewölbe einer Kammer der Roten Pyramide von Dahschur, Ägypten (um 2650 v. Chr.)

Als Kraggewölbe, Kragsteingewölbe oder falsches Gewölbe wird eine Vorform des echten Gewölbes als oberer Abschluss eines Raumes bezeichnet. Parallel dazu gibt es schon seit frühester Zeit Kragkuppeln, Kragsteinkuppeln oder falsche Kuppeln.

## Bautechnik

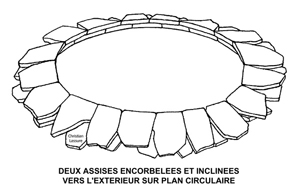
Rundes Kraggewölbe

„Kraggewölbe“ oder „-kuppeln“ basieren auf dem Kragbogen. Waagerechte Mauersteine bilden auskragend, also aufeinander zugeschoben, eine Treppenform, die sich nach oben bis zu einem meist größeren Schlussstein ohne stabilisierende Funktion verjüngt. Diese Verjüngung kann länglich oder kreisförmig erfolgen, je nachdem, ob es sich um quadratische, rechteckige oder runde Räume handelt. Anders als beim echten Gewölbe, das sich wie ein Bogen selbst stabilisiert, muss ein Kraggewölbe durch vertikalen Druck auf die Außenseiten der Gewölbesteine gesichert werden. Kraggewölbe sind daher oft steil und massiv.

## Beispiele

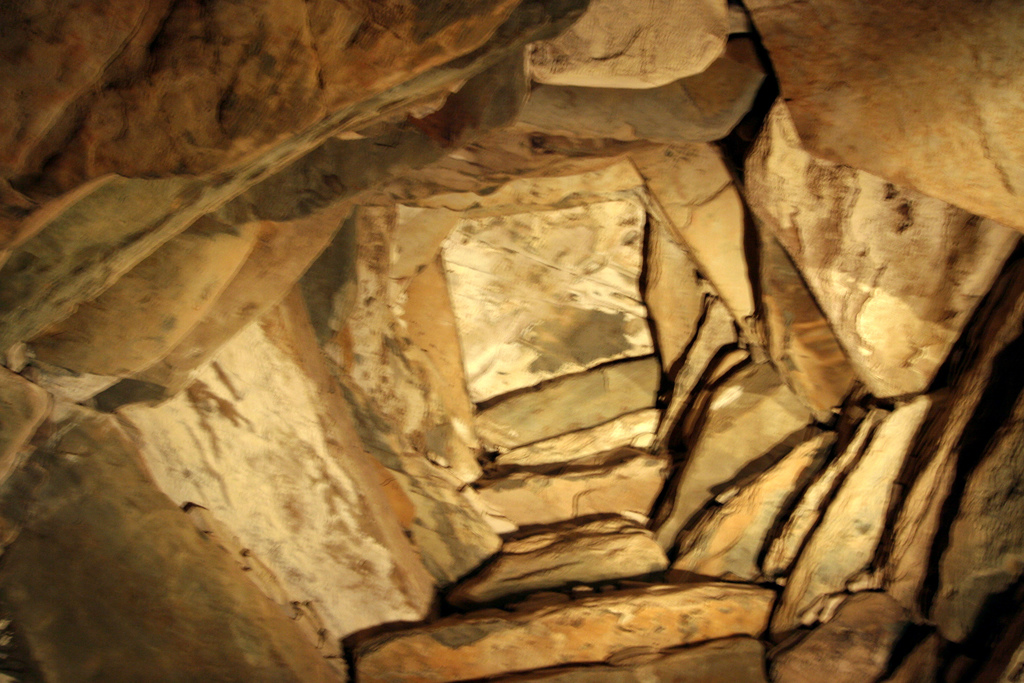
„Kragkuppel“ über dem Hauptraum im jungsteinzeitlichen Passage Tomb von Newgrange, Irland (um 3150 v. Chr.)

Der deutsche Gelehrte Gerhard Rohlfs erforschte mehr als 30 Jahre rurale Kraggewölbebauten aus Trockenmauerwerk in Europa. 1957 veröffentlichte er das Ergebnis in dem Buch Primitive Kuppelbauten in Europa. Die Baugeschichte unterscheidet hier zwischen linearen Kraggewölben, Kragbögen und Kragkuppeln, die sich durch die Form und Neigung der Steine unterscheiden und erst mit der Nutzung von Ziegel und schließlich der Erfindung des Betons durch die Römer abgelöst wurden.

### Westeuropa
Die ältesten erhaltenen Beispiele für Bauten mit Kraggewölbe bieten die tholosartigen Kammern im Cairn von Barnenez in der Bretagne (4500–4000 v. Chr.). Wie alt diese Art Bauten in Westeuropa sein können, erkennt man am Cairn Er-Mané bei Carnac. Auch die Megalithanlagen des Newgrange-Typs in Irland, Wales und Schottland sind Beispiele dieser Technik (etwa 3150 v. Chr.). In irischen und schottischen Souterrains wurde zum Teil auch die Kragsteintechnik eingesetzt.
Dies deutet darauf hin, dass die Technik in der westeuropäischen Megalithkultur entstand und sich von Norden nach Süden verbreitete. Im Nordosten und in Mitteleuropa wurde schon sehr früh viel mit Holz gearbeitet, wodurch jeder Nachweis bisher fehlt. Es ist jedoch zu vermuten, dass man infolge von Kulturkontakten schon früh Kenntnisse davon hatte.

### Europäisches Mittelmeer

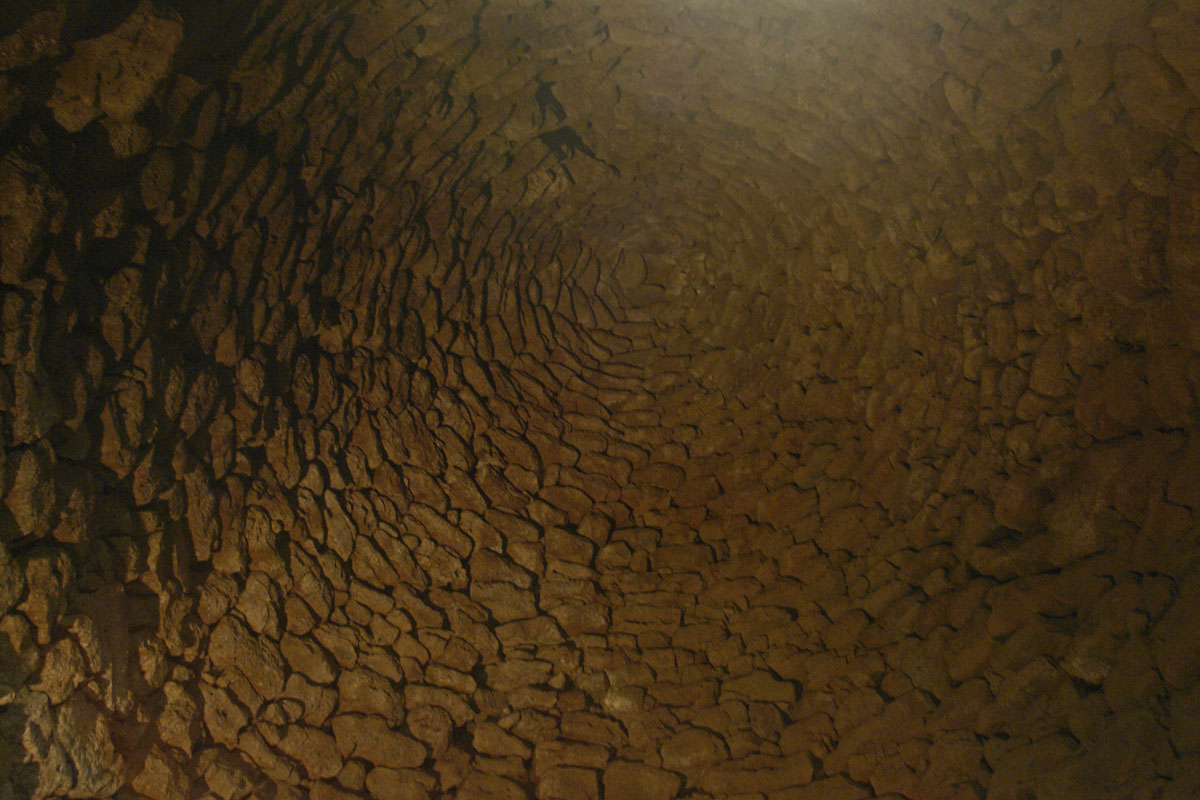
Kragkuppel in der Nuraghe Arrubiu, Sardinien (um 1500 v. Chr.)

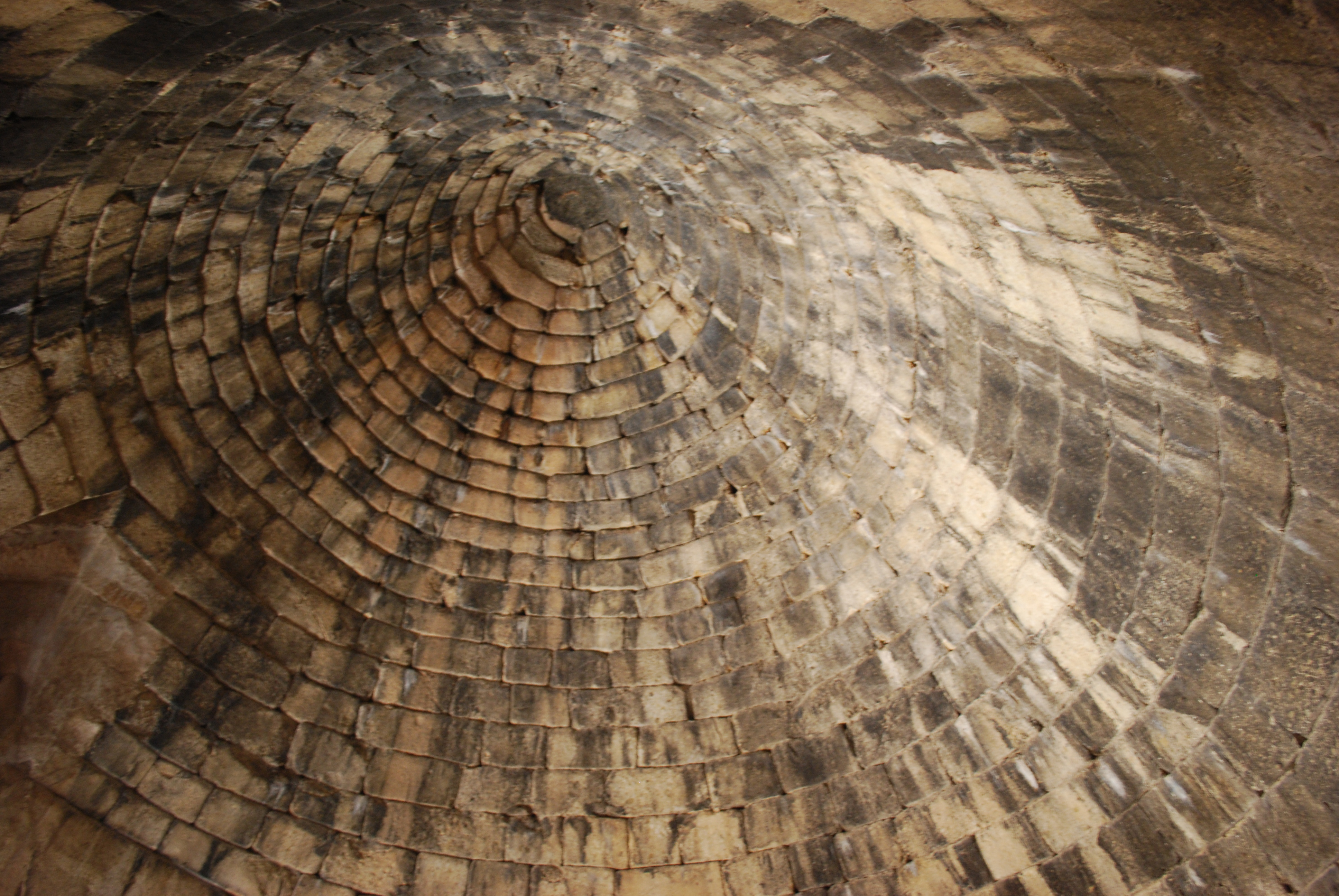
Schatzhaus des Atreus in Mykene mit „Kragsteinkuppel“

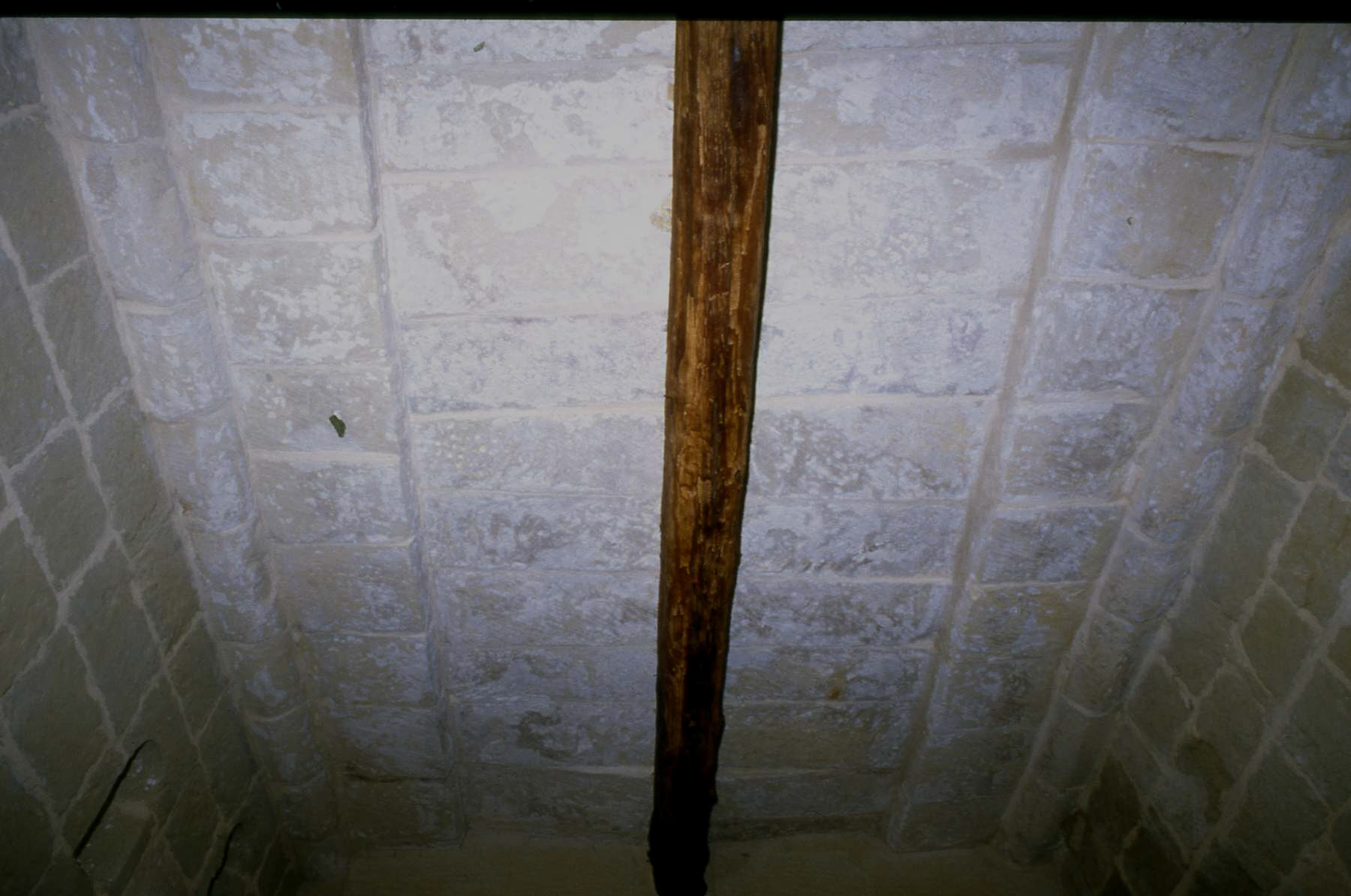
Kraggewölbe in einem Landhaus auf Gozo – die horizontalen Abschlusssteine werden von Holzbalken gestützt

Die ältesten Mittelmeerbauten mit linearen Kragstein-Dachkonstruktionen sind vermutlich die maltesischen Tempel von Tarxien, die zwischen 3000 und 2500 v. Chr. errichtet wurden. Kraggewölbe finden sich des Weiteren in iberischen Kuppelgräbern (Los Millares) und sardischen Gigantengräbern. Die Navetas der Balearen und die sardischen Nuraghen (ca. 1800–500 v. Chr.) sind die letzten kulturprägenden Anlagen, bei denen die Kraggewölbetechnik (zum Teil) mit Megalithen eingesetzt wurde.
Etwas jünger sind die Kuppelgräber auf Kreta oder im Schatzhaus des Atreus, das um 1250 v. Chr. in Mykene errichtet wurde. Aus derselben Zeitperiode könnten die zyprischen Tholoi von Chirokitia sein, die nicht erhalten geblieben sind. Wahrscheinlich erreichten diese Kenntnisse durch die minoische und mykenische Expansion während der Eisenzeit auch den Westen von Anatolien und die Mittelmeerküste der Levante.
Die technische Weiterentwicklung dieser Kragsteinbögen sind Konusgewölbe, Rundbögen und Steinkuppeln, die während der Römerzeit entstanden, was dann um 128 n. Chr. in die damals größte freitragende Kuppel des römischen Pantheon mündete. Über die Römer kamen diese modernen Rundbögen und Kuppelgewölbe auch in den Orient und wurden dort ein Stilelement typisch islamischer Bauten.

### Ägypten
Die Bautechnik der Kragsteinen-Konstruktion findet man bei den ägyptischen Pyramiden erstmals in der Meidum-Pyramide sowie in der Knickpyramide und in der Rote Pyramide des Pharaos Snofru (ca. 2530 v. Chr.). In der Großen Galerie der Cheops-Pyramide fand diese Bauweise ihren Höhepunkt. In der Cheops-Pyramide wurden zudem erstmals Giebeldach-Konstruktionen eingesetzt.

### Asien
Die vorislamische Architektur Asiens kennt keine echten Gewölbe oder Kuppeln; auch die Tempelbauten der indischen oder hinterindischen Architektur sind vorzugsweise flach gedeckt. Erst die Pyramidendächer und Shikhara-Türme einiger indischer Tempel (Naresar) zeigen das allmähliche Aufkommen von steinernen Kragkonstruktionen, die jedoch zunächst im Innern der Tempel nicht sichtbar wurden. Die Verbreitung hängt offenbar mit der vedischen Religion und ihrer Tempelbauten zusammen. Darüber wurde diese mit dem aufkommenden Buddhismus in andere Regionen Fernasiens verbreitet.
Erst vergleichsweise spät (etwa ab dem 7./8. Jahrhundert) wurden in Indien und anderen Regionen Südasiens (Angkor) „falsche Gewölbe“ oder „falsche Kuppeln“ in Kragtechnik auch im Innern der Bauwerke sichtbar. Wie lange die Hindu-Handwerker – selbst unter islamischer Herrschaft – an der traditionellen Kragsteintechnik festhielten, zeigen die Portalbögen und die Kragsteinkuppel über dem Eingang der Quwwat-ul-Islam-Moschee im Qutb-Komplex in Delhi. Einige Kragsteinkuppeln in späteren Hindu- (Khajuraho) oder Jain-Tempeln (Mount Abu, Ranakpur) gehören zu den unübertroffenen Meisterwerken ihrer Art.

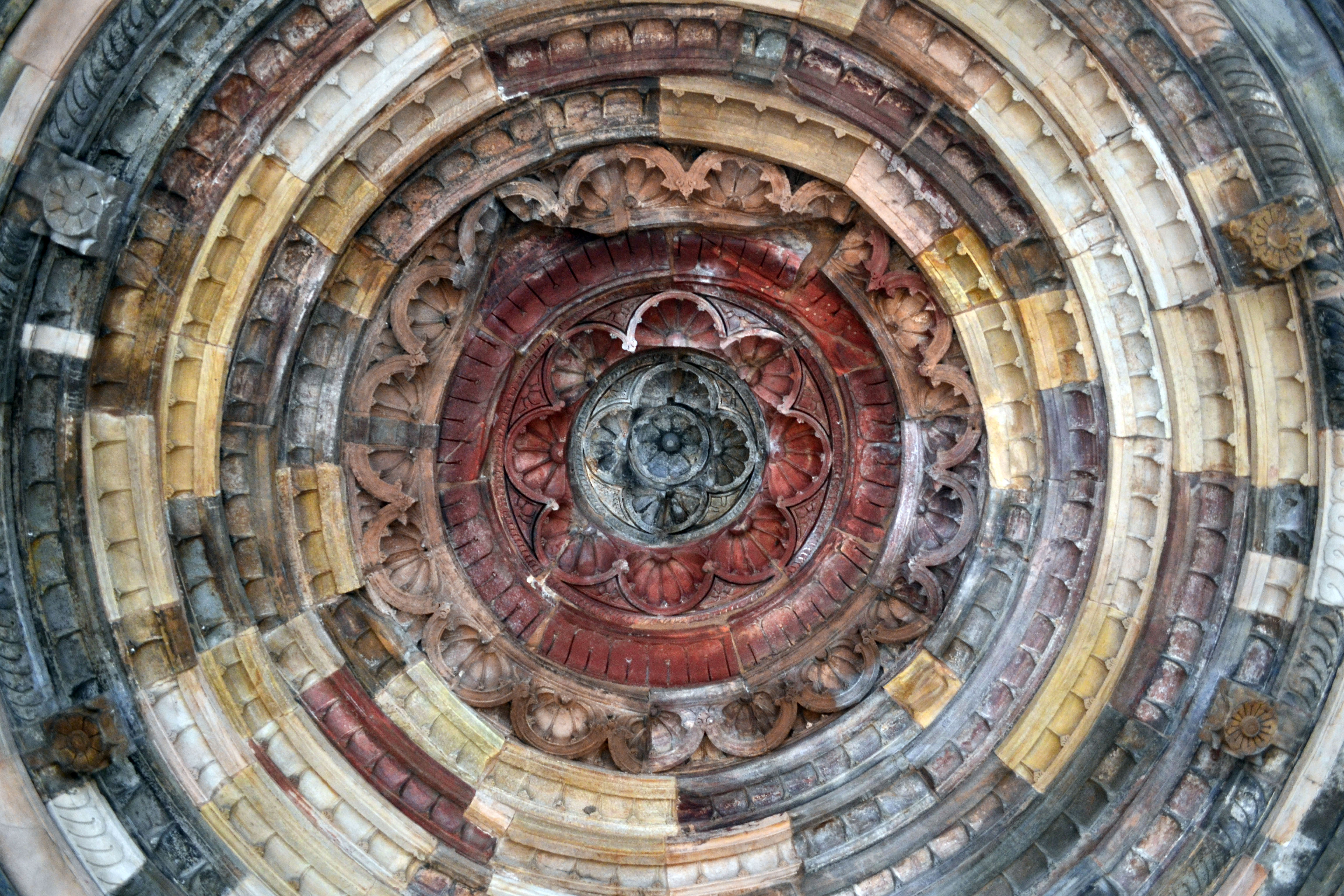
Scheinkuppel über dem Eingang zur Quwwat-ul-Islam-Moschee in Delhi (um 1200)
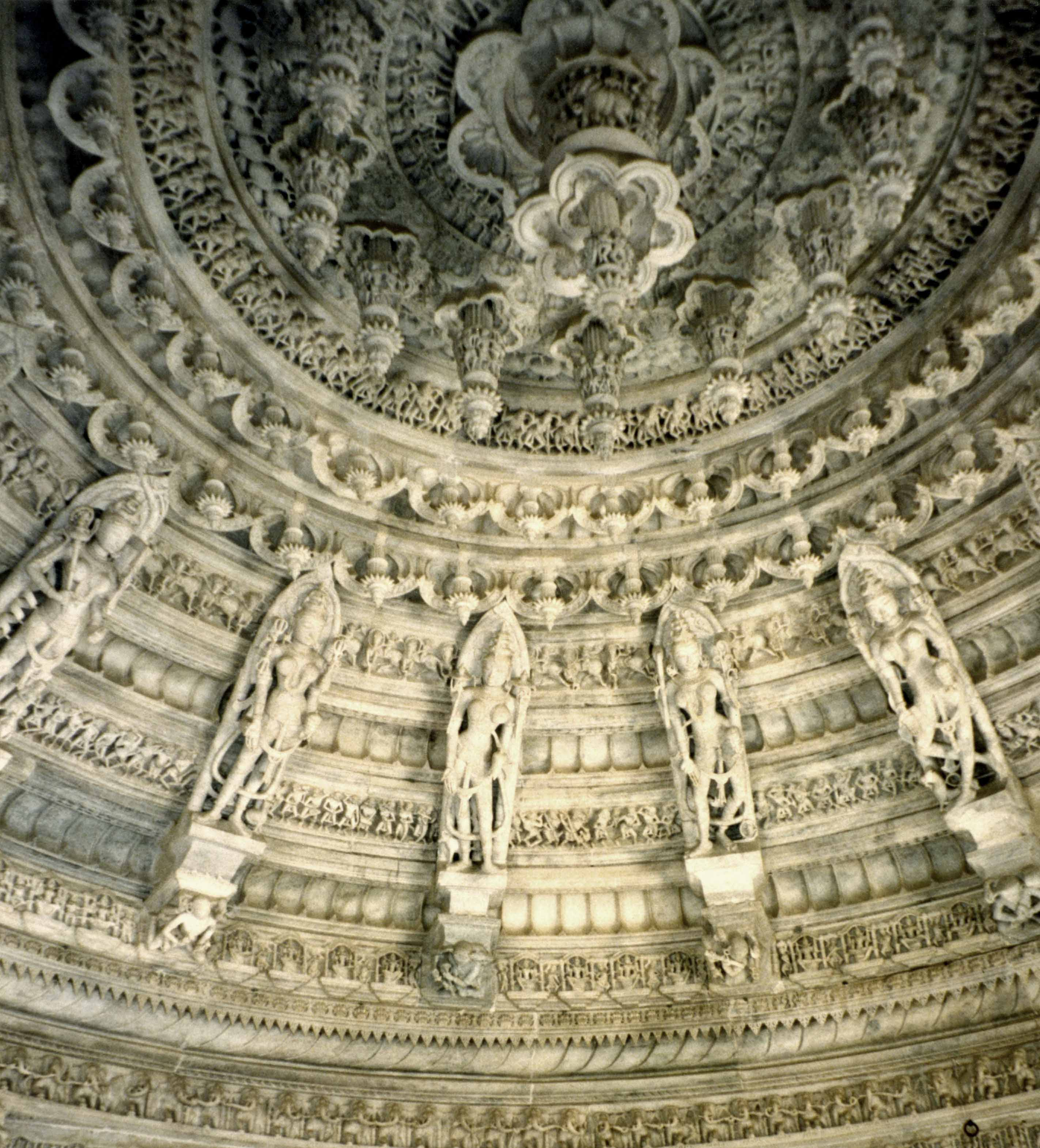
Mount Abu (Rajasthan), Kragsteinkuppel in den Dilwara-Tempeln (13. Jh.)
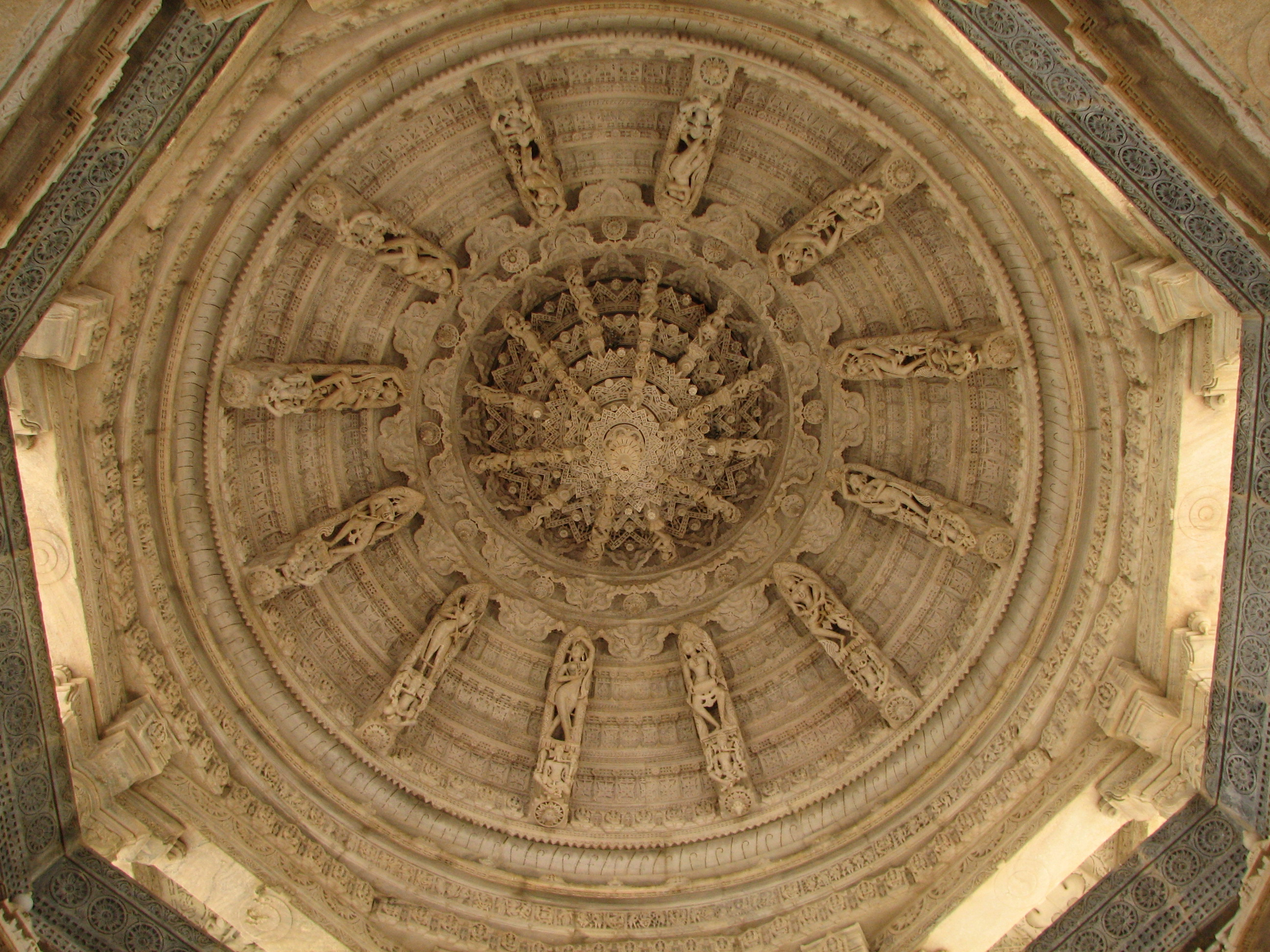
Ranakpur (Rajasthan), Kragkuppel im Adinath-Tempel (15. Jh.)

### Mittelamerika
Das Kraggewölbe ist auch ein typisches Stilelement der Maya-Architektur und ein Beispiel für ein gestrecktes (also rechteckiges) „falsches Gewölbe“. Die Innenwand des „Gewölbes“ wurde vielfach von nahezu unbehauenen langen Steinen oder Steinplatten gebildet, die auf der Innenseite verputzt wurden; nur in der klassischen Zeit (ca. 600–900 n. Chr.) wurden die Steine des falschen Gewölbes in einigen Fällen (Uxmal, Kabah, Labná) glatt behauen. Durch Auffüllen mit Geröll wirkt durch dessen Gewicht eine Kraft auf den rückwärtigen Teil der Kragsteine, wodurch diese in Position gehalten werden. Auf diese Weise konnten die Maya „Gewölbe“ bis maximal etwa 6 Meter Breite und beliebiger Länge bauen. Dies wurde dadurch erkauft, dass die Decken der Räume steil und die Dachkonstruktionen sehr schwer und sehr hoch wurden. Andere Kulturen Mesoamerikas kannten derartige Konstruktionen nicht und auf dem gesamten amerikanischen Kontinent blieb das Prinzip der „echten Gewölbe“ bis zum Eintreffen der Europäer unbekannt.

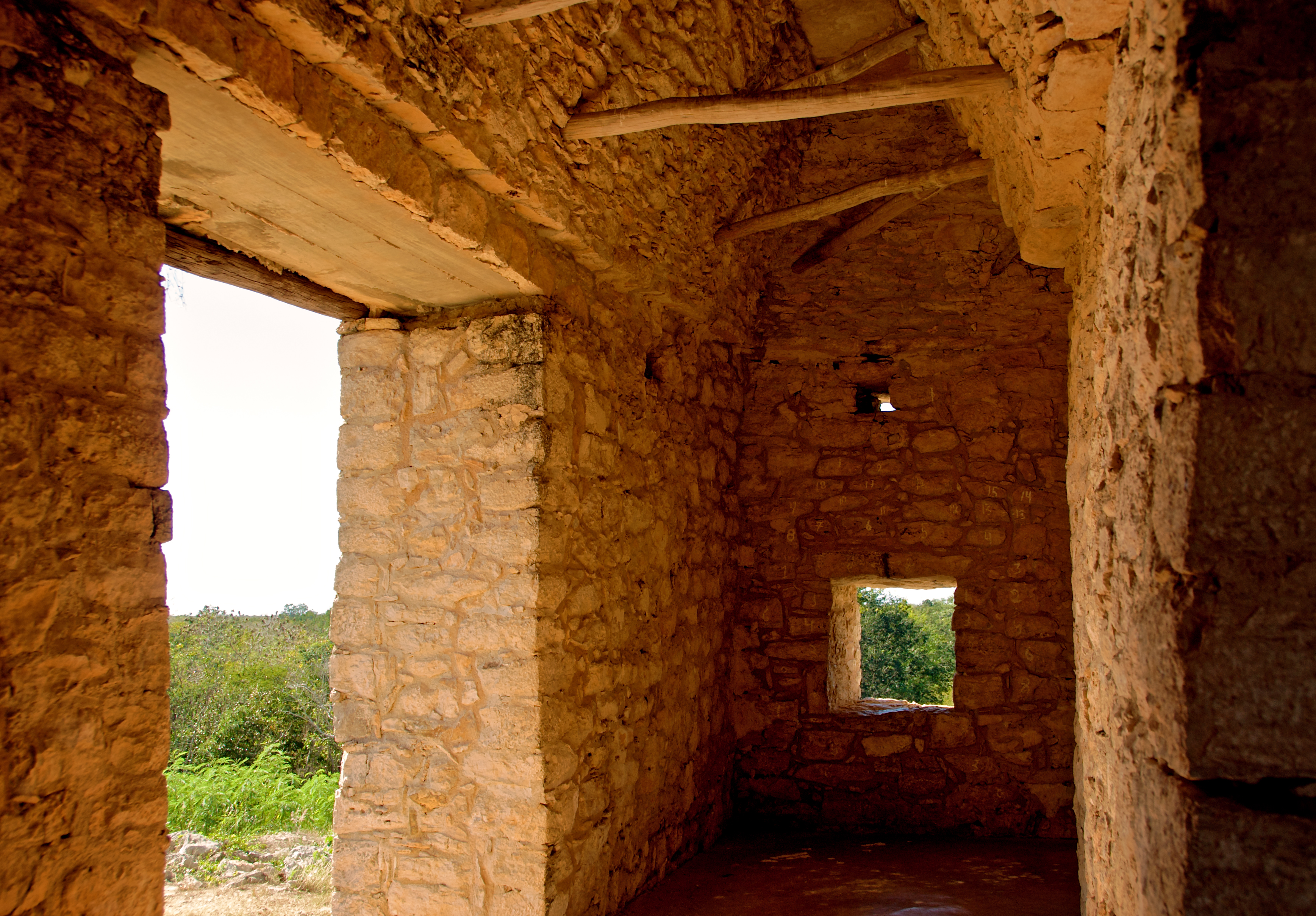
Maya-Gewölbe im Innern des Tempels der 7 Puppen in Dzibilchaltún (um 600 n. Chr.)
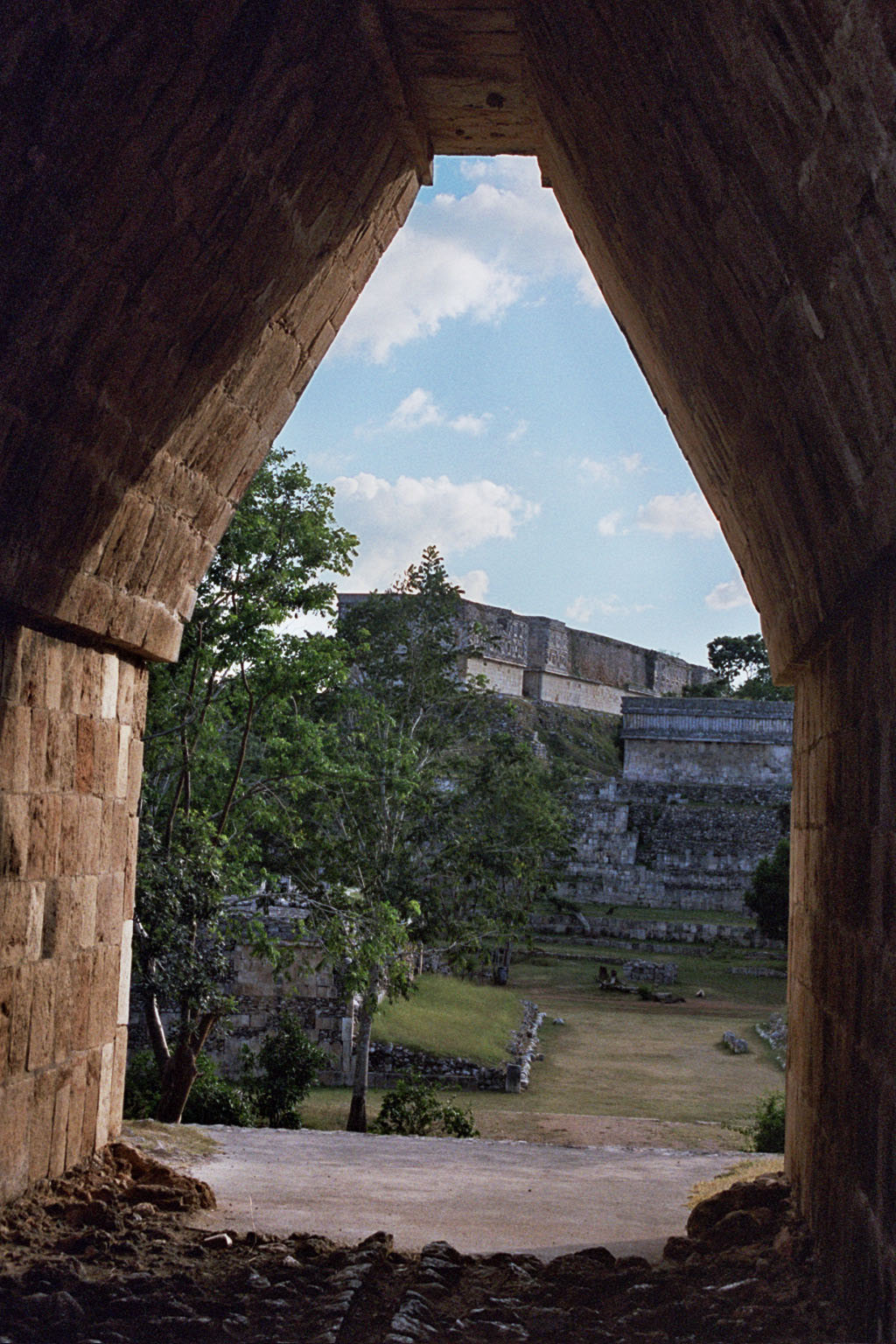
Bogenlaibung eines Maya-Gewölbes in Uxmal, Yucatán (um 800)